# Kovács Gyula (tanár)
Kovács Gyula, 1886-ig Katz (Keszthely, 1865. december 14. – Budapest, 1939. november 21.) bölcseleti doktor és főgimnáziumi tanár.

## Élete
Katz József és Klein Fáni fia. Középiskolai tanulmányait a csornai premontrei-rend keszthelyi és szombathelyi főgimnáziumában végezte 1885-ben; a bölcseletet a budapesti egyetemen 1886-91-ben végezte, közben egy évig nevelősködött Nyitra megyében. Katz családi nevét 1886-ban változtatta Kovácsra. Katonakötelezettségének 1888-89-ben tett eleget és a 48. gyalogezred tartalékos hadnagya volt. 1888-ban tett tanári alapvizsgálatot és 1892-ben bölcseletdoktori oklevelet nyert, (1896. áprilisban tanári oklevelet szerzett klasszika-filológiából. 1892. szeptembertől 1894. február 11-ig a budapesti tanárképzőintézet gyakorló gimnáziumának volt ösztöndíjas rendes tagja; innét ideiglenes helyettes tanárnak a szolnoki állami főgimnáziumhoz, 1894. augusztus 17-én a latin nyelv rendkívüli tanárául a temesvári állami főreáliskolához rendeltetett. 1895-ben tornatanári képesítést nyert. 1896. július 3-án a makói állami főgimnáziumhoz rendes tanárnak nevezték ki. 1913-ban Budapestre költözött. A helyi lapokban rendszeresen jelentek meg írásai, több regényt is lefordított. 
Szépirodalmi és társadalmi cikkeket írt 1884-1892-ben körülbelül százat a Vasmegyei Lapokba, a Dunántúlba, Keszthelybe; 1896-98-ig a Marosba és a Makói Hirlapba; a temesvári reáliskola Értesítőjébe (1896. A latin nyelv tanításáról.) Fordításai jelentek meg A Nagyvilágból c. regénytárban: Smith, Hall Sarah (1898), Forrester, Virginia (1898) és Bellamy, A csodadoktor (1899.)
Házastársa Rieger Gizella volt.

## Munkája
- Latin elemek a magyar nyelvben. Bpest, 1892. (Bölcseletdoktori értekezés. Ismert. az Egyetemes Philologiai Közlöny, Nyelvtudom. Közlemények és Magyar Nyelvőr.)